# Bartolo di Fredi
Bartolo di Fredi (* um 1330 in Siena; † um 1409 ebenda; auch Bartolo di Fredi Battilori) war ein italienischer Maler und Meister der Sieneser Trecentokunst.

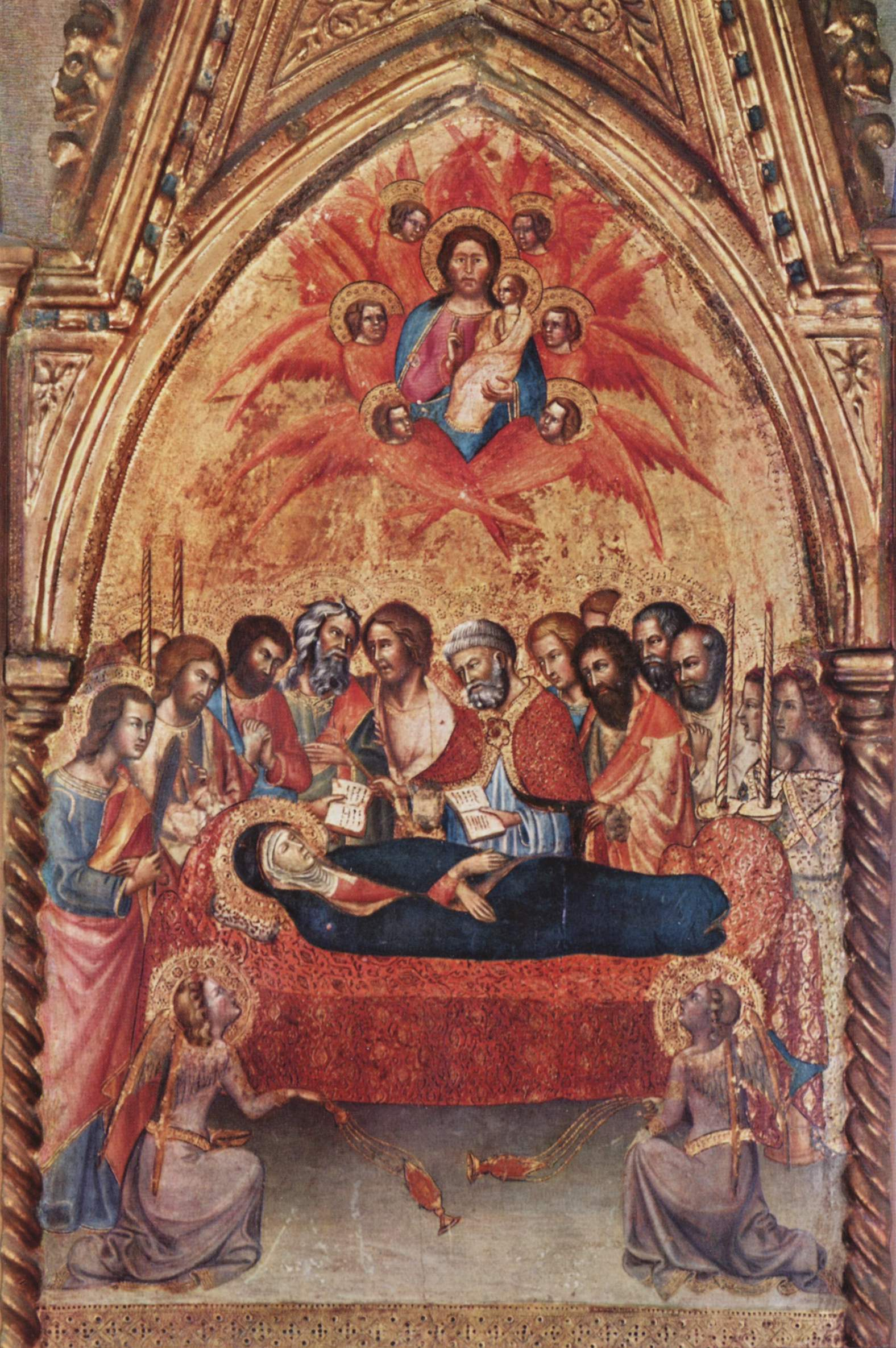
Triptychon aus der Cappella delle Carceri in San Francesco zu Montalcino, rechter Flügel: Abschied Mariä von den Aposteln und Tod Mariä

Bartoli di Fredi war ein Schüler des Lorenzetti. Er malte 1380 die Fresken in der Hauptkapelle des Doms von Volterra. 1382 arbeitete er an der Mitteltafel (Kreuzabnahme Christi) für die Cappella della Compagnia dell’Annunziata in San Francesco in Montalcino. 1388 malte er für die gleiche Kirche das Triptychon. Er hatte mittlerweile große Bedeutung gewonnen und war zeitweise Mitglied der Stadtregierung in Siena. Sein Sohn Andrea di Bartolo wurde ebenfalls Maler und war auch Mitglied der Stadtregierung.
Stefano di Giovanni Sassetta wurde stark von ihm geprägt.

## Werke
- Schöpfungszyklus, 1356, Dom zu San Gimignano
- Anbetung der Könige, um 1370, Holz, 195 × 158 cm.
- Christus am Kreuz, von Heiligen angebetet, um 1375–1385, 35,5 × 96,4 cm, Tempera und Gold auf Pappelholz, Inv.-Nr. 50, Lindenau-Museum Altenburg
- Darbringung im Tempel, Holz, 80 × 125 cm.
- Madonna della Misericordia, 1364, Holz, 215 × 210 cm.
- Maria mit Kind und Heiligen, um 1365–70, Holz, 39 × 80 cm.
- Polyptychon aus S. Francesco, Mitteltafel: Kreuzabnahme, 1382, Holz, 271 × 89 cm.
- Triptychon aus der Cappella delle Carceri in S. Francesco zu Montalcino, Eckpilaster: Acht Heilige, 1388, Holz, 270 × 29 cm.
- Triptychon aus der Cappella delle Carceri in S. Francesco zu Montalcino, Giebel: Himmelfahrt Mariä, 1388, Holz, 90 × 58 cm.
- Triptychon aus der Cappella delle Carceri in S. Francesco zu Montalcino, linker Flügel: Rückkehr Mariä ins Vaterhaus und Vermählung Mariä, 1388, Holz, 175 × 58 cm.
- Triptychon aus der Cappella delle Carceri in S. Francesco zu Montalcino, Predella: Vertreibung Joachims aus dem Tempel, Grablegung Christi, Geburt Mariä, 1388, Holz, 23 × 135 cm.
- Triptychon aus der Cappella delle Carceri in S. Francesco zu Montalcino, rechter Flügel: Abschied Mariä von den Aposteln und Tod Mariä, 1388, Holz, 175 × 58 cm.(siehe Bild)